# Landkreis Miesbach
Landkreis Miesbach är ett distrikt (Landkreis) i Oberbayern i det tyska förbundslandet Bayern. Huvudorten är Miesbach.

## Geografi
Distriktet ligger vid norra gränsen av Alperna med upp till 1 884 meter höga toppar (Rotwand). Flera betydande insjöar som Tegernsee, Schliersee och Spitzingsee ligger i distriktet.

## Infrastruktur
Landkreis Miesbach är ansluten till Münchens lokaltrafik och motorvägen A8 går genom distriktet.